# Die Stadt der wilden Götter
Die Stadt der wilden Götter (spanisch: La ciudad de las bestias) ist das erste Jugendbuch der chilenischen Schriftstellerin Isabel Allende, erschienen 2002 im Suhrkamp Verlag; mit den Jugendbüchern Im Reich des Goldenen Drachen und Im Bann der Masken bildet es die Trilogie um die Abenteuer von Aguila und Jaguar.

## Handlung
Alexander, ein in Kalifornien lebender 15-jähriger Sohn einer krebskranken Mutter, reist mit seiner Großmutter Kate, einer Fachjournalistin von International Geographie, einer fiktiven Zeitschrift, in den brasilianischen Urwald. Doch die Beziehung zwischen Kate und Alexander ist getrübt. Einmal hatte sie Alexander im Alter von drei Jahren in einen Pool geschubst, um ihm das Schwimmen beizubringen. Auch jetzt ist Kate bemüht, Alexander klarzumachen, dass die behütete Kindheit zu Ende ist; so muss er sich allein in der ihm fremden Stadt New York zurechtfinden. Kate nimmt Alexander zu einer wissenschaftlichen Expedition mit, die ein geheimnisvolles wildes Tier im Amazonasgebiet ausfindig machen soll, das man „die Bestie“ nennt.
Der ungewohnten Umgebung des Dschungels ausgesetzt, begreift Alex die neue Situation bald als Herausforderung und Abenteuer. Eine Freundin findet er in der jungen Brasilianerin Nadia, der Tochter des einheimischen Führers. Von ihr wird er in die Gedankenwelt und Mystik der Urwaldindianer eingeführt. Beide erfahren, welches ihre Totemtiere sind – Jaguar und Adler (spanisch Águila). Gemeinsame Abenteuer vertiefen die Verbundenheit und es bahnt sich eine leise Liebesgeschichte an, in deren Verlauf Alex auch seine eigene Sexualität entdeckt. Ihm gelingt es zudem, eine Verschwörung zu entlarven. Vermeintliche Reichtümer, die er bei der Entdeckung eines El Dorados macht, entpuppen sich als Katzengold.
Am Ziel der Reise werden Alex und Nadia von den Nebelmenschen, einem geheimnisvollen Indianerstamm, entführt; sie werden freundlich aufgenommen, lernen die Lebensweise ihrer „Gastgeber“ kennen und erfahren auch Näheres über die gesuchten wilden Tiere, die vermutlich eine Art Riesenfaultiere sind. Alex durchleidet ein Initiationsritual (geschildert wird unter anderem, wie er dabei in einen durch indianische Drogen verursachten Rauschzustand gerät), er wird somit zum Krieger und lässt sein Kind-Sein hinter sich.
Schließlich lösen Nadia und Alex das Geheimnis um die Bestien, die Expedition kehrt in die Zivilisation zurück, wobei Alex seiner Mutter das „Wasser des Lebens“ mitbringt, mit dem er hofft, sie heilen zu können.

## Sonstiges
Die Stadt der wilden Götter ist der erste Teil einer Trilogie über die Abenteuer von Alex und Nadia, deren weitere Erlebnisse im Himalaja und in Zentralafrika spielen. Die Titel der Bände zwei und drei sind: Im Reich des Goldenen Drachen und Im Bann der Masken.
Im August 2002 erschien Die Stadt der wilden Götter als Hörbuch im Hörverlag.

## Kritiken
Die Geschichte ist als kurzweiliger Abenteuerroman konzipiert, der nicht ohne Spannung erzählt wird. Kritisiert wird meist, dass die Autorin allzu krass die US-amerikanische Zivilisation (Kultur) und den Urwald (Natur) gegeneinander stellt und dabei der Natur eher unkritisch den Vorzug gibt. Das Buch wird damit auch zu einem Dokument der Zivilisationskritik und steht so in der Nachfolge vergleichbarer Romane von Karl May, Jack London oder Joseph Conrad.

## Ausgabe
- Isabel Allende: Die Stadt der wilden Götter. Roman. Übersetzt von Svenja Becker. Suhrkamp (= suhrkamp taschenbücher. Band 3595).